# Ciclocarro

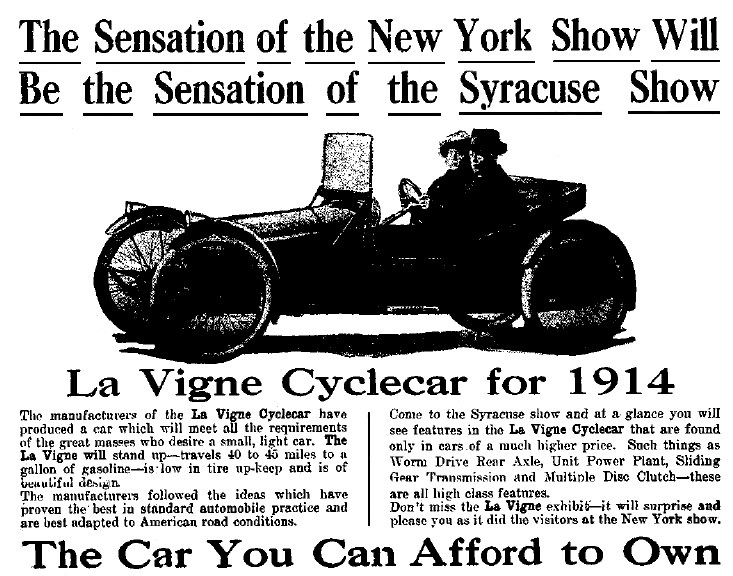

Ciclocarro era a designação atribuída a carros pequenos e baratos fabricados principalmente na Inglaterra, Estados Unidos e França entre 1910 e 1920. Podem ser considerados os precursores dos mini e microcarros do pós-guerra dos anos 40 e 50 e dos pequenos veículos urbanos modernos.

## Características
Ciclocarros eram geralmente movidos por motores de um ou dois cilindros usados em motocicletas. Dotados de carrocerias leves, geralmente abertas e com dois lugares (eventualmente em tandem), os ciclocarros situam-se a meio caminho entre os automóveis e as motos. Vários meios de transmissão foram usados, mas normalmente também se repetia a mecânica das motocicletas, com correntes ou correias ligadas a uma das rodas traseiras.
A explosão dos ciclocarros foi resultado direto de dois fatores: o alto preço dos automóveis e os baixos impostos sobre veículos motorizados leves. Na França, por exemplo, um carro de até 350kg pagava menos tributos.

## Definição
O número de ciclocarros tornou-se tão grande que em dezembro de 1912, uma convenção da Federação Internacional dos Clubes Motociclistas padronizou o que seria considerado ciclocarro de acordo com duas classes:
Classe Grande
- Peso máximo: 350kg;
- Capacidade cúbica máxima: 1100 cm3
- Secção máxima dos pneus: 60mm

Classe Pequena
- Peso Mínimo: 150kg;
- Peso Máximo: 300kg;
- Capacidade cúbica máxima: 750 cm3;
- Secção máxima dos pneus: 55mm.

Essa definição foi aceita pelo Reino Unido, França, Holanda, Bélgica, Alemanha, Áustria-Hungria, Itália, Canadá e Estados Unidos.

## Apogeu e Declínio
Durante a Primeira Guerra Mundial, com a produção industrial suspensa ou com parques industriais seriamente danificados, praticamente todos os carros produzidos na Europa foram ciclocarros. Isso só foi possível por que a maioria desses veículos eram produzidos em empresas de fundo de quintal. Como essas empresas não tinham condições de criar uma rede de concessionárias para vender ou fazer manutenção, muitas faliam rapidamente e deixavam "carros órfãos".
Após o armistício, a febre dos ciclocarros chegou ao fim. Em ambos os lados do Atlântico, as grandes indústrias automobilísticas agora usavam o sistema fordista de produção em série que permitiu reduzir os custos e popularizar os automóveis. Com a concorrência de grandes fábricas, como Ford, Austin e Citroën, as pequenas fábricas de ciclocarros, que já eram precárias, desapareceram completamente.